# さらば国分寺書店のオババ
『さらば国分寺書店のオババ』（さらばこくぶんじしょてんのオババ）は、椎名誠のエッセイ。椎名の作家としてのデビュー作であり、また昭和軽薄体を用いたスーパーエッセイの代表作である。

## 内容
国鉄はいま わしらの眼をまともに見ることができるか
検札を待つ時の微妙な気分、駅で聞く何だかよくわからない業務連絡、地下鉄のやたらと大きい車内放送などの鉄道に関する疑問や怒りを綴る。また、カラオケは人々の「超人願望」を叶えるものでないか、とも指摘する。
日本の“本官”たちはいったい何を話しておるのか
自身が留置場に入れられた経験をもとに、警察官の居丈高な態度の理由について言及する。厳しいオババが店番をする国分寺書店に本を売りに行った体験も綴る。
死ね！ そこいら中の制服関係の皆様
自分が嫌う人々の共通項として、濃紺色の制服を着ていることを発見する。さらにバスの運転手、高校野球を作り上げる大人たち、店員が大声で叫ぶ寿司屋、子供をやたらと管理する幼稚園についても怒りを向ける。
うに寿司のジャーナリズム的摂取方法
公務員のもらう金について試算し、おかしさを指摘する。「噂の真相」創刊記念パーティで、場にあるうに寿司をどんどん食べていく恐るべき男を見かけ、そこからマスコミの不要性を説く。
夕陽にむかい背を丸め痛恨のチーズケーキ九六〇円の春
ふたたび国分寺書店に本を売りに行こうとしたが、そこは陶器の専門店となっていた。毎日厳しく客を指導し、本を美しく保っていたオババ。店を畳んだオババの人生に思いを馳せる。

## 解説
この本は当時情報センター出版局に勤務していた星山佳須也の依頼によって、シリーズ「Century press」（センチュリープレス）の一冊として書かれた。星山が三五館という出版社を立ち上げると、義理と人情によって版元をそちらに移した。椎名と星山はこの本は文庫化しないと約束していたが、1996年に、二人の義理を壊さない形で新潮文庫に収められた。
また、この本が出て3、4年後に、椎名は『帰ってきたオババの逆襲』という本を書き下ろそうとし、少し書き始めたが、結局完成には至らなかった。
ちなみに、椎名はこの本の出版以前に『クレジットとキャッシュレス社会』『クレジットカードの実務知識』『大規模小売店と流通戦争』という3冊の本を書いている。しかし、いずれも椎名の前職である流通業界に関連する実用書であるため、デビュー作としては本書が紹介されることが多い。また、椎名自身も本書を「モノカキとしての実質的なデビュー作」と認識している。

## 書籍情報
- 情報センター出版局 (1979年11月、全234頁)
- 三五館（1993年3月、全269頁）
- 新潮文庫（1996年9月、全253頁）
- クリーク・アンド・リバー社（2014年5月、全263頁）電子書籍